# Маркос Ферраес
Маркос Ферраес (англ. Marcos Ferraez, нар. 27 жовтня 1966) — американський актор, сценарист, режисер, найбільш відомий своєю роллю в телесеріалі середини 1990-х «Поліцейські на велосипедах».

## Життєпис
23 березня 2005 року Маркос Ферраес взяв шлюб з ізраїльською актрисою Алоною Тал. У пари народилося 2 доньки.

## Фільмографія
| Рік       |    | Українська назва                                                | Оригінальна назва                                                   | Роль                      |
| --------- | -- | --------------------------------------------------------------- | ------------------------------------------------------------------- | ------------------------- |
| 1993      | ф  | Рейв, танці під інший ритм                                      | Rave, Dancing to a Different Beat                                   | Ранкс                     |
| 1994      | тф | Пошук і порятунок                                               | Search and Rescue                                                   |                           |
| 1994      | тф | Шануй свого батька та матір: правдива історія вбивств Менендеса | Honor Thy Father and Mother: The True Story of the Menendez Murders |                           |
| 1995      | тф | Малювальник 2: Руки, які бачать                                 | Sketch Artist II: Hands That See                                    | Мейбері                   |
| 1995      | тф | Мертві вихідні                                                  | Dead Weekend                                                        | Гонзоло                   |
| 1995      | ф  | Холоднокровний                                                  | Coldblooded                                                         | чоловік з Uzi             |
| 1996—1999 | с  | Поліцейські на велосипедах                                      | Pacific Blue                                                        | Віктор Дель Торо          |
| 2000—2000 | с  | Бульвар Воскресіння                                             | Resurrection Blvd.                                                  | Вінні Перальта            |
| 2000      | тф | Затяжний стрибок                                                | Cutaway                                                             | Граунд Раш                |
| 2001      | ф  | За межею міста                                                  | Beyond the City Limits                                              | детектив Ломакс           |
| 2002      | в  | Зелене послання                                                 | Greenmail                                                           | Сімпсон                   |
| 2003—2004 | с  | Щит                                                             | The Shield                                                          | Ліф                       |
| 2005      | тф | Голівудський заступник                                          | Hollywood Vice                                                      | Френк Маджетт             |
| 2007      | тф | Марлоу                                                          | Marlowe                                                             | Зак Баттіс                |
| 2008—2010 | с  | Сини анархії                                                    | Sons of Anarchy                                                     | агент Естевес             |
| 2009      | ф  | Мій ангел-охоронець                                             | My Sister's Keeper                                                  | екстрений медичний технік |
| 2009      | ф  | Щит                                                             | American Cowslip                                                    | Джонні Айлаш              |
| 2009      | кф | Роздуми                                                         | Reflections                                                         | чоловік №1                |
| 2010—2010 | с  | Місце злочину: Нью-Йорк                                         | CSI: NY                                                             | Менні Раврара             |
| 2010—2010 | с  | Закон і порядок: Лос-Анджелес                                   | Law & Order: LA                                                     | Антоніо Сантьяго          |
| 2011      | кф | Срррні американці                                               | Fxxxen Americans                                                    | Ангус Ганн                |
| 2012      | кф | Атональний                                                      | Atonal                                                              | Алекс, молодий Еміль      |
| 2012—2012 | с  | Менталіст                                                       | The Mentalist                                                       | Менні Барка               |
| 2012—2012 | с  | Чорна мітка                                                     | Burn Notice                                                         | Колючка                   |
| 2013—2013 | с  | Помста                                                          | Revenge                                                             | детектив Дюран            |
| 2013—2013 | с  | Морська поліція: Лос-Анджелес                                   | NCIS: Los Angeles                                                   | Брейді Саллес             |
| 2013      | ф  | Минулий Бог                                                     | Past God                                                            | Меєр                      |
| 2014      | кф | Софі                                                            | Sophie                                                              | Сол                       |
| 2014—2014 | с  | Криміналісти: мислити як злочинець                              | Criminal Minds                                                      | детектив Джиммі Тавес     |
| 2014      | ф  | 37                                                              | 37                                                                  | Марк                      |
| 2015      | ф  | Призма                                                          | Prism                                                               | Майк                      |
| 2017      | ф  | Джонні Кріст                                                    | Johnny Christ                                                       | Брейді Рамонд             |
| 2017      | ф  | Шепіт диявола                                                   | Devil's Whisper                                                     | Маркос Дельгадо           |
| 2019      | тф | Нью-Йорк під прикриттям                                         | New York Undercover                                                 | мер Кемпбелл              |
| 2022      | ф  | Вавилон                                                         | Babylon                                                             | офіцер поліції            |